# Peugeot JetForce
Peugeot JetForce – skuter firmy Peugeot.
Peugeot JetForce to skuter o sportowej stylistyce. Posiada on wiele nowatorskich rozwiązań technicznych, m.in.
- Rama DPF (Direct Perimetric Frame) zapewniająca dużą sztywność.
- Centralny amortyzator tylnego zawieszenia umieszczony w środkowej części pojazdu.
- Zbiornik paliwa umieszczony w przekroku.
- Układy hamulcowe ABS, SBC (w niektórych modelach).
- Zestaw wskaźników z dużym obrotomierzem oraz dwoma wyświetlaczami ciekłokrystalicznymi - wyświetlacz prędkości oraz wyświetlacz poziomu paliwa, licznik przebiegu, zegar i kontrolka "serwis".
- Schowek pod siedzeniem otwierany elektrycznie ze stacyjki, siedzenie unoszone przy pomocy siłownika.
- Światła mijania z soczewkowym reflektorem.
- Immobilizer.

Zawieszenie jest miękkie, dobrze tłumi nierówności drogi. Konstrukcja osłon chroni kierowcę przed wiatrem. Pasażer siedzi wysoko, nogi stawia na rozkładanych podnóżkach. W przypadku silnika TSDI, ruszanie z miejsca odbywa się gwałtownie, przy wysokich prędkościach obrotowych silnika. Układ dolotowy oraz wydechowy wydają dość głośny hałas. Siedzenie pasażera jest odkręcane, pod nim znajduje się akumulator. 
Peugeot Jetforce występuje w wersjach C-TECH (wersja z gaźnikiem) oraz TSDI (wersja na wtrysku, obecnie nie produkowana). Obydwie wersje oferowane są również z pakietem stylistycznym R-Cup charakteryzującym się aluminiowymi podkładkami pod nogi, inną stylistyką przednich lamp oraz inną kolorystyką. Jetforce C-Tech posiada również wydaną w 2008 roku wersję DarkSide, która charakteryzuje się lakierem - ma on różne odcienie szarości, innym ogumieniem oraz nacinanymi tarczami hamulcowymi.

## Charakterystyka świateł
- Mijania/Drogowe - HS1 35/35W
- Tylne i stopu - P 21/5W
- Kierunkowskazy - RY 10W
- Postojowe - W5WT10
- Zegary - R5/T5

Wszystkie żarówki mają napięcie znamionowe 12 V.

## 50 TSDI
- Typ: dwusuwowy, chłodzony cieczą, z bezpośrednim wtryskiem paliwa
- Moc maksymalna: 3,6 kW (4,9 KM) przy 7500 obr./min
- Maksymalny moment obrotowy: przy 6500 obr./min
- Pojemność - 49,9 cm³
- Średnica x skok (mm) - 39,9x39,8
- Świeca - NGK CPR8E
- Tarcza hamulcowa przód - 226 mm
- Tarcza hamulcowa tył - 190 mm
- Długość - 1914 mm
- Szerokość - 740 mm
- Wysokość - 1172 mm
- Rozstaw kół - 1314 mm
- Masa bez płynów - 115 kg
- Dopuszczalna masa całkowita 300 kg
- Zbiornik oleju - 0,2 l oleju półsyntetycznego klasy API TC
- Zbiornik paliwa - 8 l benzyny bezołowiowej 95 lub 98
- Skrzynia przekładniowa - 0,12 l oleju przekładniowego SAE80W90
- Układ chłodzenia - 1,3 l
- Przednie teleskopy - 125 ml na rurę oleju Esso Univiss 46 lub Agip H Lift 46
- Akumulator - 12V - 8Ah
- Zabezpieczenie - 7,5A
- Prędkość maksymalna (z blokadami)- 45 km/h
- Prędkość maksymalna (bez blokad)- 75 km/h
- Ogumienie przód: 130/60 - 13, ciśnienie 2 bar
- Ogumienie tył: 130/60 - 13, ciśnienie 2,2 bar

## 50 C-Tech
- Model 	Peugeot Jet C-Tech 50
- Rok 	2004
- Kategoria 	Skuter
- Silnik i przeniesienie napędu
- Pojemność skokowa 	49,9 ccm
- Typ silnika 	Jednocylindrowy
- Liczba suwów 	2
- Moc maksymalna 	4,90 KM (3,6 kW))
- Zasilanie 	Gaźnik
- Rozruch 	Elektryczny i nożny
- System chłodzenia 	Ciecz
- Skrzynia biegów 	Automatyczna
- Wymiary i wagi
- Waga na sucho 	106 kg
- Długość całkowita 	1,915 mm
- Podwozie
- Opona przednia 	120/70-12
- Opona tylna 	130/70-12
- Hamulec przedni 	Jednotarczowy
- Hamulec tylny 	Jednotarczowy
- Prędkość i przyspieszenie
- Stosunek mocy do masy 	0,0462 HP/kg
- Inne dane
- Pojemność zbiornika paliwa 	8 litrów

## 50 H2i
- Typ silnika 2-suwowy, jeden cylinder poziomej
- Chłodzenie cieczą
- Dostawy pośrednie Wtrysk paliwa
- Pojemność skokowa 49,9 cm
- Zawieszenie przednie hydrauliczny widelec teleskopowy Dual
- Tylne zawieszenie Dual hydrauliczny amortyzator centralny
- Hamulec przedni Disc 226 mm
- Hamulce tylne tarczowe 190 mm
- Rodzaj hamowania konwencjonalne
- Wymiary DxSxW 1915 x 720 x 1165 mm
- Rozstaw osi 1314 mm
- Wysokość siedzenia 820 mm
- Masa własna 106 kg
- Zbiornik paliwa 8 litrów
- Zbiornik oleju 1,2 litra
- Rozmiar opon przód 130/60-13 "
- Rozmiar opon tył 130/60-13 "

## JetForce 125 Compressor
Pierwszy na świecie skuter z kompresorem produkowany seryjnie. Dzięki niej rozwija prędkości, które nie są obce motocyklom 250 cm³. Posiada ABS, immobilizer oraz wyświetlacze, które informują o prędkości, przebiegu itp.